# Simon van Poelgeest
Simon van Poelgeest (27 de agosto de 1900 — 9 de julho de 1978) foi um ciclista holandês, que participava em competições de ciclismo de pista.
Defendeu as cores dos Países Baixos disputando os Jogos Olímpicos de Paris 1924, onde terminou na sétima posição em perseguição por equipes de 4 km.